# Walter Weeke
Walter Weeke (ur. 30 stycznia 1927 w Rheydt, zm. 24 lutego 1983 w Los Angeles) – niemiecki kierowca wyścigowy.

## Biografia
Ściganie się rozpoczął po II wojnie światowej, kiedy to rywalizował samochodami sportowymi; w 1949 roku zajął samochodem własnej konstrukcji ósme miejsce w Grand Prix Nürburgringu. W 1951 roku zadebiutował w Niemieckiej Formule 3 samochodem własnej konstrukcji o nazwie WR 51, napędzanym silnikiem BMW. Samochód ten początkowo uzyskiwał niezadowalające wyniki, ale w 1952 roku wyniki poprawiły się i Weeke został wicemistrzem Niemiec. Po likwidacji Niemieckiej Formuły 3 Weeke rywalizował okazyjnie w NRD. Karierę zakończył po 1960 roku.

## Wyniki
| Legenda oznaczeń w tabelach wyników Wyświetl szablon na nowej stronie | Legenda oznaczeń w tabelach wyników Wyświetl szablon na nowej stronie                                                                     |
| Oznaczenie                                                            | Wyjaśnienie |
| --------------------------------------------------------------------- | --- |
| Złoty                                                                 | Zwycięzca lub mistrzostwo |
| Srebrny                                                               | 2. miejsce lub wicemistrzostwo |
| Brązowy                                                               | 3. miejsce lub II wicemistrzostwo |
| Zielony                                                               | Ukończył, punktował (w klasyfikacji generalnej, gdy zdobył co najmniej jeden punkt na przestrzeni sezonu, poza trzema powyższymi opcjami) |
| Niebieski                                                             | Ukończył, nie punktował (w klasyfikacji generalnej, gdy nie zdobył co najmniej jednego punktu na przestrzeni sezonu)                      |
| Czerwony                                                              | Nie zakwalifikował się (NZ) |
| Czerwony                                                              | Nie prekwalifikował się (NPK) |
| Różowy                                                                | Nie ukończył (NU) |
| Różowy                                                                | Niesklasyfikowany (NS) (w klasyfikacji generalnej, gdy nie został sklasyfikowany w żadnym wyścigu sezonu)                                 |
| Czarny                                                                | Zdyskwalifikowany (DK) |
| Czarny                                                                | Wykluczony (WYK/EX) |
| Biały                                                                 | Nie wystartował (NW) |
| Biały                                                                 | Kontuzjowany (K/INJ) |
| Biały                                                                 | Wyścig odwołany (OD/C) |
| Bez koloru                                                            | Został wycofany (WYC/WD) |
| Bez koloru                                                            | Nie przybył (NP/DNA) |
| Bez koloru                                                            | Nie brał udziału w treningach (NT/DNP) |
| Bez koloru                                                            | Nie został zgłoszony (–) |
| Pogrubienie                                                           | Start z pole position |
| Kursywa                                                               | Najszybsze okrążenie wyścigu |
| †                                                                     | Nie ukończył, ale jego rezultat został zaliczony ze względu na przejechanie więcej niż 90% dystansu wyścigu.                              |
| *                                                                     | Sezon w trakcie |
| 1/2/3                                                                 | Punktowana pozycja w sprincie kwalifikacyjnym                                                                                             |
| Lista systemów punktacji Formuły 1                                    | |

### Niemiecka Formuła 3
W latach 1960–1963 mistrzostwa rozgrywano według przepisów Formuły Junior.
| Rok  | Zespół           | Samochód      | Silnik | Wyniki w poszczególnych eliminacjach | Wyniki w poszczególnych eliminacjach | Wyniki w poszczególnych eliminacjach | Wyniki w poszczególnych eliminacjach | Wyniki w poszczególnych eliminacjach | Wyniki w poszczególnych eliminacjach | Wyniki w poszczególnych eliminacjach | Wyniki w poszczególnych eliminacjach | Wyniki w poszczególnych eliminacjach | Wyniki w poszczególnych eliminacjach | Wyniki w poszczególnych eliminacjach | Wyniki w poszczególnych eliminacjach | Pkt. | Msc. |
| ---- | ---------------- | ------------- | ------ | ------------------------------------ | ------------------------------------ | ------------------------------------ | ------------------------------------ | ------------------------------------ | ------------------------------------ | ------------------------------------ | ------------------------------------ | ------------------------------------ | ------------------------------------ | ------------------------------------ | ------------------------------------ | ---- | ---- |
| 1951 |                  |               |        |                                      |                                      |                                      |                                      |                                      |                                      |                                      |                                      |                                      |                                      |                                      |                                      | 0    | NS   |
| 1951 | Walter Weeke     | WR 51         | BMW    | ?                                    | NU                                   | NU                                   | NU                                   | 21                                   |                                      |                                      |                                      |                                      |                                      |                                      |                                      | 0    | NS   |
| 1952 |                  |               |        |                                      |                                      |                                      |                                      |                                      |                                      |                                      |                                      |                                      |                                      |                                      |                                      | 9    | 2    |
| 1952 | Walter Weeke     | WR 51         | JAP    | 8                                    | -                                    | 3                                    | 4                                    |                                      |                                      |                                      |                                      |                                      |                                      |                                      |                                      | 9    | 2    |
| 1953 |                  |               |        |                                      |                                      |                                      |                                      |                                      |                                      |                                      |                                      |                                      |                                      |                                      |                                      | 2    | 8    |
| 1953 | Walter Weeke     | WR 51         | JAP    | NU                                   | 6                                    | ?                                    | -                                    |                                      |                                      |                                      |                                      |                                      |                                      |                                      |                                      | 2    | 8    |
| 1960 |                  |               |        |                                      |                                      |                                      |                                      |                                      |                                      |                                      |                                      |                                      |                                      |                                      |                                      | 23   | NS   |
| 1960 | Walter Weeke     | Weeke Spezial | DKW    | 5                                    | -                                    | 4                                    | 13                                   | -                                    | 20                                   | -                                    | -                                    | -                                    | -                                    | -                                    | -                                    | 23   | NS   |
| 1960 | Scuderia Colonia | Weeke Spezial | DKW    | -                                    | -                                    | -                                    | -                                    | 10                                   | -                                    | -                                    | -                                    | -                                    | -                                    | -                                    | -                                    | 23   | NS   |

### Wschodnioniemiecka Formuła 3
| Rok  | Zespół       | Samochód | Silnik | Wyniki w poszczególnych eliminacjach | Wyniki w poszczególnych eliminacjach | Wyniki w poszczególnych eliminacjach | Wyniki w poszczególnych eliminacjach | Pkt. | Msc. |
| ---- | ------------ | -------- | ------ | ------------------------------------ | ------------------------------------ | ------------------------------------ | ------------------------------------ | ---- | ---- |
| 1954 |              |          |        |                                      |                                      |                                      |                                      | 0    | NS   |
| 1954 | Walter Weeke | WR 51    | JAP    | -                                    | -                                    | -                                    | ?                                    | 0    | NS   |
| 1955 |              |          |        |                                      |                                      |                                      |                                      | 0    | NS   |
| 1955 | Walter Weeke | WS 55    | Norton | -                                    | -                                    | ?                                    | -                                    | 0    | NS   |